# Claus Reventlow
Claus (von) Reventlow (3. december 1693 – 10. maj 1758 i København) var en dansk højesteretspræsident og gehejmeråd.
Han var søn af gehejmeråd Frederik Reventlow (død 1728), studerede fra 1711 ved tyske universiteter, var først kammerjunker, udnævntes 1727 til kammerherre og blev året efter amtmand over Skanderborg og Åkær Amter samt 1730 stiftamtmand i Aalborg Stift og amtmand over Aalborghus, Aastrup, Børglum og Sejlstrup Amter. 1736 blev han assessor i Højesteret og Hofretten og samme år gehejmeråd samt 1747 gehejmekonferensråd. 1748 blev han præsident i Højesteret. 1729 fik han det hvide bånd, blev 1748 Ridder af Elefanten og fik 1751 enkedronningens orden.
I 1756, da der skulle finde valg sted af en koadjutor som eventuel efterfølger til fyrstbiskop Frederik August af Lübeck, gjorde Reventlow, der var domprovst i Lübeck, ligesom han var verbitter for klosteret i Itzehoe, på kongens vegne med energi og dygtighed arveprins Frederiks kandidatur gældende over for det gottorpske hus' prætentioner. Det lykkedes også at indsætte prinsen trods kejserhoffets modstand.
Reventlow ejede flere herregårde, således Eskær (Nørre Herred), som han solgte 1750, og Astrup, som han afstod 1749; Osterrade og Cluvensiek købte han 1753. Tillige var han ejer af Skivehus. Han døde 10. maj 1758 i København.
Reventlow var 2 gange gift: 1. gang 7. november 1727 med Christiane Barbara Rantzau,
kendt for sin lærdom (1683 – 16. februar 1747), datter af generalløjtnant Johan Rantzau og Sophie Amalie f. Friis og enke efter oberst Verner Parsberg til Eskær (d. 1719); 2. gang 6. november 1748 med Charlotte Dorothea von Plessen (25. maj 1724 – 25. maj 1771), dame de l'union parfaite, datter af gehejmeråd Christian Ludvig von Plessen.